# Sophie Daull
 (septembre 2023).
Si vous disposez d'ouvrages ou d'articles de référence ou si vous connaissez des sites web de qualité traitant du thème abordé ici, merci de compléter l'article en donnant les références utiles à sa vérifiabilité et en les liant à la section « Notes et références ».
Sophie Daull, née en 1965 à Belfort, est une comédienne de théâtre et écrivaine française.

## Biographie
Sophie Daull naît à Belfort en 1965. Durant sa scolarité, elle étudie le piano et le chant au conservatoire à rayonnement régional de Strasbourg. C'est au club-théâtre de son lycée que sa carrière théâtrale commence sous la direction de Marcel Guignard, alors directeur du Théâtre du Pilier, qui lui offre d'intégrer sa compagnie dans laquelle elle reste trois ans. À la suite de l'assassinat de sa mère en 1985, elle déménage en Suisse où elle poursuit sa formation de comédienne au Théâtre Populaire Romand dirigé par Charles Joris.[réf. nécessaire]
Après une année de formation à la danse contemporaine au sein de la cellule de recherche chorégraphique initiée par Hideyuki Yano à Besançon ce qui lui permet de collaborer aux créations des chorégraphes Odile Duboc (Insurrection) et Jean Gaudin (Les Autruches), elle continue sa carrière à Paris.
Elle fonde en 1995 sa propre compagnie L'eau Lourde qu'elle anime jusqu'en 2018. 
Elle participe régulièrement à des émissions sur France Culture. De plus, elle est intervenante dans de nombreux dispositifs pédagogiques (options spécialité théâtre, ateliers d’écriture, stages de formation professionnelle, etc.).

### Littérature
C'est en 2014 qu'elle se tourne vers l'écriture à la suite de la mort de sa fille Camille âgée de seize ans la veille de Noël. Elle publie en 2015 son premier roman Camille mon envolée aux Éditions Philippe Rey qui aborde la thématique du deuil.
Son deuxième roman La Suture est consacré à sa mère et particulièrement à son passé. En août 2018 sortie de son troisième roman  Au grand lavoir  dans lequel elle aborde les circonstances de l'assassinat de sa mère et la confrontation avec son meurtrier. 
En mars 2022 paraît Ainsi parlait Jules, toujours aux Éditions Philippe Rey.

## Théâtre

### Années 1990
- 1990 : Nomades de Hubert Colas, mise en scène Hubert Colas, Cité radieuse de Marseille[6]
- 1992 : Terre ou l'épopée de Guénolé et Mattéo de Hubert Colas, mise en scène Hubert Colas, Le Moulin du Roc (Niort)[7]
- 1994 : Andromaque d'Euripide, mise en scène Jacques Lassale, Festival d'Avignon et Palais de la musique d'Athènes[8]
- 1994 : Le Conte d'hiver de William Shakespeare, mise en scène Stéphane Braunschweig, Théâtre de Gennevilliers[9]
- 1996 : Ange noir de Nelson Rodrigues, mise en scène Alain Ollivier, MC93 Bobigny[10]
- 1998 : Arto guerrier, mise en scène Régis Hébette, Théâtre l'Échangeur (Bagnolet)[11]

### XXIesiècle
- 2001 : Conviction intime et projection privée de Rémi de Vos, mise en scène Alain Barsacq, Théâtre de la Tempête[12]
- 2001 : Résidence tous risques de Victor Slavkine, mise en scène Alain Barsacq et Agathe Alexis, Comédie de Béthune[13]
- 2002 : Puisque tu es des miens de Daniel Keene, mise en scène Carole Thibaut, Théâtre de l'opprimé[14]
- 2004 : Britannicus de Jean Racine, mise en scène Brigitte Jaques-Wajeman, Comédie-Française[15]
- 2008 - 2017 : Nicomède de Pierre Corneille, mise en scène Brigitte Jaques-Wajeman, Théâtre des Abbesses
- 2008 - 2017 : La Mort de Pompée de Pierre Corneille, mise en scène Brigitte Jaques-Wajeman, Théâtre des Abbesses
- 2008 - 2017 : Sophonisbe de Pierre Corneille, mise en scène Brigitte Jaques-Wajeman, Théâtre des Abbesses
- 2008 - 2017 : Suréna de Pierre Corneille, mise en scène Brigitte Jaques-Wajeman, Théâtre des Abbesses
- 2009 : Tartuffe de Molière, mise en scène Brigitte Jaques-Wajeman, Fêtes nocturnes de Grignan
- 2018 : Les Reines de Normand Chaurette, mise en scène Elisabeth Chailloux, Théâtre des Quartiers d'Ivry
- 2019 : Hedda Gabler de Henrik Ibsen, mise en scène Roland Auzet, Théâtre de l'Archipel[16]
- 2013 : Les Petites empêchées de Carole Thibaut, mise en scène Carole Thibaut, La Ferme de Bel Ébat (Guyancourt)
- 2020 : Phèdre de Jean Racine, mise en scène Brigitte Jaques-Wajeman, Théâtre des Abbesses
- 2022 : Je serai le Feu, concert dessiné avec des textes sélectionnées dans l’anthologie éponyme de poétesses rassemblées par Diglee, Festivals Hors Limites et Un Temps pour elles
- 2023 : La Mouette d'Anton Tchekhov, mise en scène Brigitte Jaques-Wajeman, Théâtre des Abbesses

## Œuvres
- Camille, mon envolée, Paris, Philippe Rey, 2015, 185 p. (ISBN 9782848764689)
- La suture, Paris, Philippe Rey, 2016, 198 p. (ISBN 978-2-84876-537-2)
- Au grand lavoir, Paris, Philippe Rey, 2018, 153 p. (ISBN 978-2-84876-681-2)
- Ainsi parlait Jules, Philippe Rey, mars 2022, 167 p. (ISBN 978-2-84876-931-8).

## Prix
- 2015 : Prix du meilleur premier roman du magazine LIRE pour Camille, mon envolée
- 2019 : Prix de littérature de l'Union européenne pour Au grand lavoir.
- 2022 : Prix de l'Académie Rhénane pour Ainsi parlait Jules